# 알파 시스템
알파시스템(Alfa System)은 일본의 게임 개발 회사다. 작은 회사라서 회사가 소유한 게임 저작권보다 하청받아 제작한 게임이 많다. 알파시스템이 저작권을 가지고 있는 게임은 식신의 성이 유일하다.

## 개발한 게임 목록
- 린다 큐브 1995년 5월
- 환세허구 정령기도탄 1997년 (PS용)
- 나의 시체를 넘어서 가라 1999년 (PS용)
- 고기동환상 건퍼레이드 마치 2000년 9월 28일 (PS용)
- 망나니 프린세스 2001년 11월 29일 (PS2용)
- 테일즈 오브 판타지아 ~나리키리 던젼2~ 2002년 10월 25일(GBA용)
- 신세기 에반게리온2 2003년 11월 20일 (PS2용)
- 식신의 성 2001년 ( PS2, Xbox,아케이드,드림캐스트,PC용)
- 식신의 성 2 2003년 ( PS2, Xbox,아케이드,PC용)
- 식신의 성 ~칠야월환상곡~ 2005년 8월 18일 (PS2)
- 뱀파이어 패닉 2004년 6월 24일 (PS2용)
- 현란무답제 2005년 7월 7일 (PS2용)
- 테일즈 오브 판타지아 ~나리키리 던젼3~ 2005년 1월 6일 (GBA용)
- 건퍼레이드 오케스트라 ~백의 장~ 2006년 1월 5일 (PS2용)
- 건퍼레이드 오케스트라 ~녹의 장~ 2006년 3월 30일
- 건퍼레이드 오케스트라 ~청의 장~ 2006년 7월 20일